# 曇徴
曇徴（どんちょう、生没年不詳）は、610年3月に高句麗の嬰陽王が法定とともに日本の朝廷に貢上し、来日した僧である。

## 概要
『日本書紀』には、高句麗王は、彩色・紙墨の技術者である僧曇徴を貢上したとある（貢上＝「貢物を差し上げる」）。『日本書紀』には、次のような記述がある。
『日本書紀』には、この部分以外に曇徴の記述はない。『聖徳太子伝暦』(917年、または992年成立)には、聖徳太子が曇徴を斑鳩宮に招いて、その後に法隆寺に止住させたとある。しかし、当該書は後世に盛んに書かれた神話的太子伝の集大成であり、史実性が疑問視されており、加えて、この逸話は先行するどの聖徳太子伝にも見当たらない。なお、この際に曇徴は、前世では南岳恵思禅師（ここでは聖徳太子の前世）の弟子であったと答えている。
日本で初めて製紙の記事がみられるのは『日本書紀』巻22の推古天皇18年のところで、「春三月に高麗から曇徴、法定という2人の僧が来日したが、曇徴は中国古典に通じていたうえに、絵の具や紙、墨をつくる名人であり、また日本で初めて水力で臼を動かした」とあるのが文献上の初見である。しかし、この記事では曇徴が最初に紙を漉いたとは書いてなく、いわば技術導入と解される。実際、製紙技術はすでに中国から伝えられており、また、古墳時代の壁画に黒、朱、緑、黄などの彩色がすでに用いられているため、墨は相当早い時期に中国から輸入されていたとみられ、曇徴が紙墨の製法を伝えたとされることが事実か否かの確証はない。製紙の記述がここにおいて初出するという理由から、曇徴は日本における製紙の創製者とみなす意見がある。しかし、仮に曇徴によって初めてもたらされたのなら、碾磑の場合と同様にそう記されていたはずであるとして、寿岳文章は、諸文献を精査した上で、この記述は僧侶でありながら、儒学にも通じ、工芸面にも暗くなかった曇徴への讃辞であり、彼が絵具や紙墨を初めて作ったという意味に解するよりも、その製作にかけてはなかなかの達人であった、と取るのが妥当であるとしている。戸籍用紙などの多くの紙を必要とする国家機構の整備が、この時代にはすでに始まっていたことも、曇徴以前に製紙技術が伝わっていた可能性を支持している。事実、紙そのものは、外交文書や私用の土産品としてすでに古墳時代に中国から日本に伝えられており、日本のどこかですでに製紙がおこなわれていたとみられる。当時の紙は貴重品であり、中国からもたらされる紙は唐紙とよばれる舶来品だった。

## 韓国における曇徴
韓国では、法隆寺金堂壁画は曇徴の手によるものと主張されることがあり、『グローバル世界大百科事典』や『韓国民族文化大百科事典』にも記述されており、韓国の歴史教科書もそのように教えている。韓国の歴史教科書は「高句麗もたくさんの文化を日本に伝えてあげた。高句麗の僧侶恵慈は聖徳太子の師であり、曇徴は紙、墨、硯を作る技術を教えてあげ、法隆寺金堂壁画も彼の作品として知られている」と記述している。しかし、それを支持する史料は一切なく（また現在の法隆寺は7世紀後半に再建されたものである）、俗説である。